# Grã-Bretanha nos Jogos Olímpicos de Verão de 2004
Grã-Bretanha competiu nos Jogos Olímpicos de Verão de 2004, em Atenas, na Grécia.

## Medalhas
| Atleta       | Esporte | Evento                 | Medalha |
| ------------ | ------- | ---------------------- | ------- |
| David Davies | Natação | 1500 m livre masculino | Bronze  |

## Desempenho

### Natação
Masculino
| Atleta(s)    | Evento       | Eliminatórias | Eliminatórias | Semifinal | Semifinal | Final      | Final             |
| Atleta(s)    | Evento       | Tempo         | Posição       | Tempo     | Posição   | Tempo      | Posição           |
| ------------ | ------------ | ------------- | ------------- | --------- | --------- | ---------- | ----------------- |
| Graeme Smith | 1500 m livre | 15min07s45 Q  | 7º            |           |           | 15min09s71 | 6º                |
| David Davies | 1500 m livre | 14min05s03 Q  | 1º            |           |           | 14min45s95 | Medalha de bronze |

### Remo
Masculino
| Equipe     | Evento        | Eliminatórias | Eliminatórias | Repescagem | Repescagem | Semifinal | Semifinal | Final   | Final                |
| Equipe     | Evento        | Tempo         | Posição       | Tempo      | Posição    | Tempo     | Posição   | Tempo   | Posição (Pos. final) |
| ---------- | ------------- | ------------- | ------------- | ---------- | ---------- | --------- | --------- | ------- | -------------------- |
| Ian Lawson | Skiff simples | 7m24s01       | 2º R          | 6m56s55    | 1º S A/B/C | 6m57s55   | 3º FB     | 6m57s63 | 4º (10º)             |